# 바이오 컴퓨터
바이오 컴퓨터(bio computer)는 생물체에 의해 구성되고 작동되는 컴퓨터이다. 인간의 두뇌와도 견줄 수 있는 고도의 처리 능력을 실현할 컴퓨터. 현재의 컴퓨터는 대부분 전자회로로 구성되어 있으며, 아직 인간의 두뇌에는 미치지 못하고 있다. 따라서 바이오컴퓨터를 만들기 위해서는 각 신경계의 작용에 대해 연구가 우선되어야 하는데, 아직 그 원리가 모두 밝혀지지 않았다. 그러므로 현재 계획 중인 것은 신경계의 짜임새를 뉴로 컴퓨터로 조사하여 생물학적 소자(바이오 칩)의 실용화로 컴퓨터를 실현시키려는 것이다.

## 같이 보기
- 생명공학기술
- 컴퓨터
- DNA 컴퓨팅
- 나노 기술